# Don't Fight the Feeling
Don't Fight the Feeling es el séptimo EP del grupo surcoreano EXO, cuyo lanzamiento tuvo lugar el 7 de junio de 2021 a través por SM Entertainment. Es su primer lanzamiento desde Obsession en 2019. La edición física se lanzó en varias versiones, incluidas dos versiones photobook, una versión jewel case y una versión Expansion con uno de los seis integrantes –Baekhyun, Chanyeol, D.O., Kai, Sehun o Xiumin– en la portada.

## Antecedentes y lanzamiento
EXO anunció su nuevo regreso el 11 de mayo de 2021.  El grupo lanzó un cronograma de cinco partes a fines de mayo, después de lo cual comenzaron a publicar teasers futuristas y «episodios» temáticos.
Don't Fight the Feeling contendrá cinco canciones, incluyendo el sencillo principal, que fue descrito como una canción de dance con un «ritmo alegre». En este regreso no aparecerán Suho y Chen, ya que actualmente están completando su servicio militar obligatorio. Chanyeol y Baekhyun participaron en la grabación del material antes de alistarse en mayo de 2021, lo que significa que no aparecerán en las promociones. Se confirmó también que Lay formará parte de este regreso, habiendo aparecido en la sesiones de fotos promocionales.

## Lista de canciones
| Don't Fight the Feeling |                            |                                                              |                                                                                                   |          |  |
| N.º                     | Título                     | Letras                                                       | Música                                                                                            | Duración |  |
| 1.                      | «Don't Fight the Feeling»  | Kenzie                                                       | Mike Jiminez, Damon Thomas, Tesung Kim (Iconic Sound), Tha Aristocrats, Tiyon «TC» Mack, Moon Kim | 2:56     |  |
| 2.                      | «Paradise» (파라다이스)    | Brandon Arreaga, Edwin Honoret, Jake Torrey, Michael Matosic | Arreaga, Honoret, Torrey, Matosic                                                                 | 3:37     |  |
| 3.                      | «No Matter» (훅!)          | Mok Ji-min (lalala Studio)                                   | Skylar Mones, Andreas Öberg, Patrick Hartman                                                      | 3:42     |  |
| 4.                      | «Runaway»                  | Seo Ji-eum                                                   | Kevin White (Rice n' Peas), Mike Woods (Rice n' Peas), Andrew Bazzi (Rice n' Peas)                | 4:17     |  |
| 5.                      | «Just as Usual» (지켜줄게) | Thama (Devine Channel)                                       | San (Vendors), Fascinador (Vendors), Zenur (Vendors), Shaquille Rayes                             | 3:27     |  |
| 17:09                   |                            |                                                              |                                                                                                   |          |  |

## Historial de lanzamiento
| País          | Fecha              | Formato(s)           | Distribuidora             |
| ------------- | ------------------ | -------------------- | ------------------------- |
| Corea del Sur | 7 de junio de 2021 | CD, descarga digital | SM Entertainment, Dreamus |
| Varios        | 7 de junio de 2021 | Descarga digital     | SM Entertainment          |